# Sistemas de innovación tecnológica
Sistemas de innovación tecnológica (o sistemas de innovación tecnológicos)  es una herramienta que permite entender las diferencias en las tasas de progreso.Es el proceso mediante el cual una empresa crea un nuevo producto o servicio proceso o modelo de negocio o bien mejora significativamente las características de uno que ya existe utilizando como vehículo las herramientas tecnológicas.

## Proceso de Innovación
El modelo lineal de innovación (o Science Push) supone que la investigación básica conduce a la invención y luego a la innovación (es decir a la primera comercialización) y más tarde a la difusión entre el universo de usuarios potenciales. En este modelo se asume que las invenciones –medidas a través de las actividades de patente- son un producto intermedio de las actividades de I & D, y que la naturaleza de una innovación permanece igual a lo largo del proceso de difusión.
El modelo Demand Pull por su parte, asume que la tasa y la dirección del cambio tecnológico son subproductos de la actividad económica; en particular, se supone que las inversiones en plantas y equipos son el medio a través del cual las invenciones son comercializadas. Dichas inversiones son consideradas el mecanismo de inducción de la actividad innovativa en la fabricación de los bienes de capital relacionados. Aunque los factores de demanda juegan un papel importante en la producción de innovaciones, estas no son igualmente disponibles, a un costo equivalente, para todas las industrias.
Las innovaciones pueden estar afectadas por factores externos (en el caso de mercados externos o contratos sociales), y por factores internos, a través de los procesos de Investigación y Desarrollo.  Estos últimos se dividen en: Formales, operando desde los laboratorios de I & D; y los Informales que surgen a través del error, de lo que se desprende el "learning by doing", es decir aprender haciendo y el "learning by failing" que significa aprender de los errores.
Otro rasgo que caracteriza a las innovaciones es que pueden ser Radicales, es decir algo totalmente nuevo partiendo desde cero, o Incrementales, que se verán afectadas por sucesivas transformaciones innovadoras para mantenerse a la vanguardia.

## Sistema nacional de innovación
Concepto acuñado por el economista alemán Friedrich List en su libro The National System of Political Economy, publicado en 1841, cuyo propósito era proteger y promover el desarrollo industrial alemán, especialmente las industrias nacientes, para reducir la brecha que separaba a ese país respecto del Reino Unido de Gran Bretaña. La SNI está basada en el supuesto de que, el entendimiento de los vínculos o relaciones entre los agentes involucrados en la innovación, es un factor esencial para mejorar el desempeño tecnológico. En otras palabras, dado que la innovación y el progreso técnico son el resultado de una compleja serie de relaciones entre los agentes que producen, distribuyen y aplican varios tipos de conocimiento, el desempeño innovador de un país dependerá en gran medida de cómo esos agentes se relacionen entre sí como partes o elementos integrantes de un sistema colectivo de generación de conocimientos y a su vez los países más desarrollados gracias a la innovación son países más estables económicamente hablando.
.

## Sistema regional de innovación
Se basa en la idea de que el proceso de innovación y aprendizaje es esencialmente social, dado que implica la interacción de las empresas, las agencias de promoción de la innovación, y las instituciones académicas y los centros de investigación; es decir, este proceso no transcurre únicamente al interior de estas instituciones. Además, la importancia del conocimiento tácito acumulado por los diferentes actores que participan en el proceso de innovación hace que las características de un territorio, sus redes y sus capacidades específicas influyan en su desempeño innovador. Los SRI, están compuestos por tres esferas: un tejido empresarial, una infraestructura institucional y las interacciones que ocurren a los niveles macro, meso y micro. Son instituciones las leyes, políticas y planes de innovación, los convenios, acuerdos y contratos de transferencia de tecnología. 
Por otra parte, las universidades, empresas, centros, laboratorios y organismos de intermediación financiera y de consultoría, son el grupo de organizaciones que suelen constituir un SRI. Existe un relativo acuerdo en que los componentes de un SRI son cinco: el entorno institucional, el científico tecnológico, el productivo, el financiero y, por último, el de intermediación.

## Sistema sectorial de innovación
El SSI consiste en los actores involucrados en la innovación, el nexo y las relaciones entre los actores y las instituciones relevantes. El SSI se desvía tanto de la economía industrial tradicional, que está asociado a un producto o industria, por uno concentrado en aprendizaje y dinámicas de interacción que ocurren en relación con un producto o un set de productos. El SSI más que el SNI considera que la empresa y sus capacidades son los principales impulsores de la innovación y producción. La innovación es vista como el resultado de los procesos de aprendizaje, el tipo de conocimiento y tecnología que caracterizan el sector, el rol de los actores, los tipos de instituciones y las interdependencias con otros sectores relacionados. con derechos a pipi